# Tortorici
Tortorici é uma comuna italiana da região da Sicília, província de Messina, com cerca de 7.530 habitantes. Estende-se por uma área de 70 km², tendo uma densidade populacional de 108 hab/km². Faz fronteira com Bronte (CT), Castell'Umberto, Floresta, Galati Mamertino, Longi, Randazzo (CT), San Salvatore di Fitalia, Sinagra, Ucria.

## Demografia
| Variação demográfica do município entre 1861 e 2011                               |
|                                                                                   |
| Fonte: Istituto Nazionale di Statistica (ISTAT) - Elaboração gráfica da Wikipedia |